# Episodi di The Walking Dead (terza stagione)
La terza stagione della serie televisiva The Walking Dead, composta da sedici episodi, è stata trasmessa in prima visione negli Stati Uniti d'America dall'emittente AMC dal 14 ottobre 2012 al 31 marzo 2013.
In Italia la stagione è andata in onda in prima visione sul canale satellitare Fox dal 15 ottobre 2012 al 1º aprile 2013, proposta il giorno seguente la messa in onda originale.
| nº | Titolo originale            | Titolo italiano      | Prima TV USA     | Prima TV Italia  |
| -- | --------------------------- | -------------------- | ---------------- | ---------------- |
| 1  | Seed                        | Casa dolce casa      | 14 ottobre 2012  | 15 ottobre 2012  |
| 2  | Sick                        | Il risveglio         | 21 ottobre 2012  | 22 ottobre 2012  |
| 3  | Walk with Me                | Benvenuti a Woodbury | 28 ottobre 2012  | 29 ottobre 2012  |
| 4  | Killer Within               | Dentro e fuori       | 4 novembre 2012  | 5 novembre 2012  |
| 5  | Say the Word                | Basta una parola     | 11 novembre 2012 | 12 novembre 2012 |
| 6  | Hounded                     | La preda             | 18 novembre 2012 | 19 novembre 2012 |
| 7  | When the Dead Come Knocking | Infiltrati           | 25 novembre 2012 | 26 novembre 2012 |
| 8  | Made to Suffer              | Fatti per soffrire   | 2 dicembre 2012  | 3 dicembre 2012  |
| 9  | The Suicide King            | Fratello             | 10 febbraio 2013 | 11 febbraio 2013 |
| 10 | Home                        | Bentornato a casa    | 17 febbraio 2013 | 18 febbraio 2013 |
| 11 | I Ain't a Judas             | Giuda                | 24 febbraio 2013 | 25 febbraio 2013 |
| 12 | Clear                       | Ripulire             | 3 marzo 2013     | 4 marzo 2013     |
| 13 | Arrow on the Doorpost       | Apri gli occhi       | 10 marzo 2013    | 11 marzo 2013    |
| 14 | Prey                        | Vendetta             | 17 marzo 2013    | 18 marzo 2013    |
| 15 | This Sorrowful Life         | L'inganno            | 24 marzo 2013    | 25 marzo 2013    |
| 16 | Welcome to the Tombs        | Nelle tombe          | 31 marzo 2013    | 1º aprile 2013   |

## Casa dolce casa

La prigione che ospita il gruppo di Rick.

- Titolo originale: Seed
- Diretto da: Ernest Dickerson
- Scritto da: Glen Mazzara

### Trama
Otto mesi dopo aver lasciato la fattoria di Hershel, il gruppo di Rick non ha ancora trovato un luogo sicuro in cui ricominciare una vita. Durante una perlustrazione, Rick e Daryl si imbattono in una prigione recintata, invasa da morti viventi, e l'ex sceriffo riconosce come quel posto sia la loro unica speranza di salvezza. Abbattono così uno dopo l'altro tutti gli zombie che infestano il recinto esterno; una volta entrati, si stabiliscono in una delle ali della prigione. Nonostante il tanto tempo passato dalla morte di Shane, Rick non riesce ancora a perdonare la moglie Lori, ormai al nono mese e prossima al parto, per essersi schierata contro di lui dopo averle rivelato di essere stato costretto a uccidere il suo migliore amico. Intanto, la figura incappucciata che aveva salvato Andrea si rivela essere Michonne: la ragazza si reca in una farmacia abbandonata, decapitando gli zombie presenti lì con la sua katana e raccogliendo alcune medicine per Andrea, che versa in condizioni di salute precarie dopo aver viaggiato per l'intero inverno insieme alla spadaccina. L'arrivo imminente dei vaganti costringe le due donne a lasciare il loro rifugio, trascinando con loro due zombie senza braccia né mascelle in modo da confondere il proprio odore agli altri morti erranti. Dopo essersi stabiliti all'interno del blocco C del carcere, Lori si confessa con Hershel sul fatto di temere che possa perdere il bambino e che quello si risvegli dentro di lei sventrandola. Hershel tenta di tranquillizzarla, ma la donna si sente a pezzi riguardo alla situazione in cui si era messa con Rick, sapendo di aver perduto ogni possibilità di ricostruire il loro rapporto, e che il coltello che aveva ucciso Shane in pratica glielo aveva messo lei in mano. Desiderosi di trovare cibo e munizioni, un gruppo composto da Rick, Daryl, T-Dog, Hershel, Glenn e Maggie si avventura nella prigione, imbattendosi ben presto in orde di zombie un tempo detenuti e guardie del carcere. Costretti a una fuga precipitosa, Hershel viene morso alla caviglia da uno degli zombie, costringendo così il gruppo a barricarsi nella dispensa. Per evitare che l'infezione si propaghi in tutto il corpo, Rick non può fare altro che amputare la gamba di Hershel con un'accetta, causando una grave emorragia all'anziano veterinario, che chiude gli occhi privo di sensi. In quel momento, il gruppo si accorge di essere osservato da un manipolo di detenuti, nascosto dietro delle sbarre, scoprendo così che la prigione non era abitata soltanto dai morti viventi.
- Guest star: IronE Singleton (T-Dog), Emily Kinney (Beth Greene), Lew Temple (Axel).
- Altri interpreti: Theodus Crane (Big Tiny), Nick Gomez (Tomas), Markice Moore (Andrew), Vincent M. Ward (Oscar).
- Ascolti USA: telespettatori 10.872.000 – rating 18-49 anni 5,8%[2]

## Risveglio
- Titolo originale: Sick
- Diretto da: Billy Gierhart
- Scritto da: Nichole Beattie

### Trama
I cinque ex detenuti che sono rimasti per più di 10 mesi rinchiusi nella dispensa si rendono conto ben presto che al di fuori della prigione regna il caos causato dall'invasione degli zombie. Con Hershel sanguinante e privo di sensi Rick decide di disinfestare una nuova ala della prigione da destinare agli ex carcerati a patto che essi gli cedano metà delle scorte alimentari tenute nella dispensa. A nulla servono gli sforzi delle donne nel cercare di fermare l'emorragia dell’anziano veterinario che giace morente davanti agli occhi delle sue figlie. Nel frattempo Carl riesce a trovare delle medicazioni nell'infermeria della prigione anche se ormai Hershel viene dato per spacciato. Il fatto che il figlio si sia avventurato da solo non viene visto di buon occhio dalla madre, causando il risentimento del bambino che si allontana stizzito. Mentre Rick, Daryl, T-Dog e i carcerati ripuliscono il nuovo blocco della prigione, Glenn e Carol si dirigono all'esterno dell'edificio; la donna vuole fare pratica sui cadaveri per acquisire esperienza nella tecnica del parto cesareo ora che la vita di Hershel è in serio pericolo. Intanto dall'altra parte della prigione le cose si mettono male; mentre i ragazzi atterrano gli zombie uno dopo l'altro uno dei prigionieri, Big Tiny, viene graffiato sulla schiena e il capo dei detenuti, Tomas, gli si avventa contro uccidendolo barbaramente e senza pietà. Mentre si fanno strada tra i cadaveri eliminando vari gruppi di zombie. Tomas tenta di liberarsi anche di Rick, prima cercando di decapitarlo insieme a uno zombie (in modo da farlo sembrare così un incidente), e poi lanciandogli deliberatamente uno zombie addosso. Resosi conto dell'instabilità di questo personaggio l'ex sceriffo, senza pensarci due volte, lo uccide con un colpo di machete alla testa. Il braccio destro di Tomas, Andrew, cerca di scappare dopo avere visto di cosa è capace Rick, ma nella fuga finisce nel bel mezzo di un cortile esterno gremito di zombie. Rick, che gli si era lanciato all'inseguimento, gli chiude il cancello alle spalle, condannandolo in questo modo. Finalmente Hershel rinviene anche grazie all'intervento di Lori che gli pratica una rianimazione cardiopolmonare quando ormai aveva smesso di respirare. La situazione del gruppo sembra così essersi stabilizzata mentre agli ultimi due prigionieri rimasti, Axel e Oscar, viene risparmiata la vita; Rick decide di lasciarli da soli in uno dei blocchi disinfestati della prigione. Intanto mentre Carol si esercita con il cesareo qualcuno la spia all'esterno della prigione. Alla fine dell'episodio Rick e Lori discutono riguardo al loro futuro. Tra i due sembra essersi spezzato definitivamente qualcosa ed è emblematica la frase che Lori, quasi in lacrime, rivolge al marito, la quale ritiene che non ci sia più nulla di cui parlare.
- Guest star: IronE Singleton (T-Dog), Emily Kinney (Beth Greene), Lew Temple (Axel).
- Altri interpreti: Theodus Crane (Big Tiny), Nick Gomez (Tomas), Markice Moore (Andrew), Vincent M. Ward (Oscar).
- Ascolti USA: telespettatori 9.547.000 – rating 18-49 anni 5,1%[3]

## Benvenuti a Woodbury
- Titolo originale: Walk with Me
- Diretto da: Guy Ferland
- Scritto da: Evan Reilly

### Trama
Un elicottero militare si schianta nella foresta; Andrea e Michonne si dirigono sul luogo dell'incidente ma devono nascondersi quando assistono all'arrivo di un gruppo di uomini che si sono recati anch'essi sul posto. Per evitare di farsi scoprire, Michonne è costretta a decapitare i rumorosi vaganti che trascinava con sé. Gesto che però si rivela inutile quando le due donne vengono comunque sorprese da Merle Dixon in persona (il fratello di Daryl ammanettato sul tetto di un palazzo ad Atlanta nel secondo episodio della prima stagione) alla cui vista Andrea, in condizioni già precarie, sviene credendo in un'allucinazione. Catturate, le due donne vengono condotte in una cittadina abitata da circa settanta persone e protetta da alte mura chiamata Woodbury. Curate dal personale medico, Merle chiede ad Andrea di cosa fosse stato del gruppo di cui entrambi avevano fatto parte, e la donna gli racconta delle perdite che avevano subito dopo la sua scomparsa: Jim, Jacqui, Sophia, Dale, Amy. Merle le chiede del fratello, ma Andrea le confessa di non sapere nulla di cosa fosse successo dopo l'assalto dei vaganti alla fattoria. In seguito le due donne fanno la conoscenza del "Governatore" della città, un uomo che desta curiosità e interesse in Andrea e diffidenza in Michonne, in quanto aveva loro confiscato le armi e non sembrava volerle restituire. Il Governatore spiega loro come anche morendo per cause diverse da un morso degli "azzannatori" (così chiamati dalla gente di Woodbury) ci si sarebbe comunque risvegliati in seguito come uno di loro. Merle, con una protesi dotata di una lama al posto della mano mozzata, ora lavora al servizio del Governatore, l'uomo che lo aveva salvato dopo la sua fuga da quel tetto di Atlanta; quest'ultimo ha stabilito regole ferree per la comunità, tra le quali il coprifuoco e l'assoluto divieto per i cittadini di abbandonare la città in qualunque momento. All'incidente aereo è sopravvissuto un solo soldato, il tenente Welles che, curato dai medici della cittadina, rivela al Governatore il luogo in cui si trova il resto della sua milizia; gli viene così promesso che i suoi amici sarebbero stati trovati e riportati da lui. Intanto, in un sotterraneo nascosto, vengono condotte varie analisi ed esperimenti sugli zombie da parte di Milton Mamet, uomo fidato del Governatore il quale capisce, grazie ai corpi mutilati dei morti viventi che Michonne si portava dietro, che se queste creature vengono private della capacità di nutrirsi perdono interesse nel farlo e diventano dei fantocci inoffensivi. Il Governatore chiede poi informazioni a Merle su Andrea, ordinandogli di scoprire qualcosa sul loro vecchio gruppo. In seguito si reca con un gruppo di uomini armati alla radura dove ci sono i militari indicati da Welles, prima dichiarando di volerli trarre in salvo ma poi facendoli cadere in un'imboscata imbastita da lui e i suoi uomini, tra cui Merle, Ceaser Martinez e Shumpert, uccidendoli tutti a sangue freddo, rubando i loro veicoli, le loro armi e le loro provviste; dopo avere fatto ritorno a Woodbury il leader racconta agli abitanti ignari di essere arrivato troppo tardi e che gli zombie ormai avevano fatto razzia del posto senza risparmiare nessuno. Dopo avere convinto la comunità si ritira nel suo studio, dove osserva teste di zombie conservate in alcuni acquari, tra le quali si nota anche quella del tenente Welles.
- Guest star: Dallas Roberts (Milton Mamet), Jose Pablo Cantillo (Caesar Martinez), Julio Cedillo (Tenente Welles), Donzaleigh Abernathy (dottoressa Stevens).
- Altri interpreti: Lindsay Abernathy (Rowan), Dwayne Boyd (Soldato della guardia nazionale), Arthur Bridgers (Crowley), Troy Faruk (Sean), Lawrence Kao (Tim), Mike Mayhall (Franklin), Gary Weeks (Caporale Brady).
- Non accreditati: Travis Love (Shumpert).
- Nota: Per la prima volta in questo episodio sono assenti Rick e il resto del gruppo.
- Ascolti USA: telespettatori 10.509.000 – rating 18-49 anni 5,4%[4]

## Dentro e fuori
- Titolo originale: Killer Within
- Diretto da: Guy Ferland
- Scritto da: Sang Kyu Kim

### Trama
Una figura misteriosa apre il cancello di ingresso della prigione, attirando gli zombie al suo interno con cadaveri di animali, senza essere visto da nessuno. A Woodbury, nel frattempo, Michonne analizza da vicino il camion rubato ai soldati uccisi dagli uomini del Governatore, scoprendolo crivellato dai colpi da arma da fuoco e impregnato di sangue, aumentando in questo modo ancora di più i sospetti della donna nei confronti del leader della città; si confida con Andrea, cercando di convincerla a lasciare Woodbury al più presto, ma la sua amica non è convinta: informa Merle della posizione in cui si trovava la fattoria che aveva accolto il gruppo di Rick e Merle a sua volta chiede al Governatore di poter andare nel luogo indicatogli per cercare suo fratello Daryl. Mentre Hershel muove i suoi primi passi senza una gamba grazie a delle stampelle, Rick, Daryl e Glenn si recano al perimetro esterno per bruciare i cadaveri e discutendo del destino da riservare a Oscar e Axel, i detenuti sopravvissuti, ma prima di poter giungere a una conclusione il gruppo si ritrova diviso venendo colto alla sprovvista da un'orda di vaganti, che assale l'area dove si trova il gruppo di Lori, grazie anche a una sirena di allarme della prigione improvvisamente azionato. Nel caos che si scatena, Hershel e Beth riescono a mettersi in salvo, ma Maggie, Lori e Carl sono costretti a una fuga precipitosa all'interno del carcere; T-Dog viene morso a una spalla per chiudere il cancello esterno evitando l'ingresso di ulteriori vaganti, e, ormai condannato, si sacrifica per salvare Carol permettendole di fuggire. Rick, Daryl e Glenn, aiutati da Axel e Oscar si lanciano all'interno del blocco. Raggiunta la sala che fornisce energia elettrica, scoprono che a far scattare gli allarmi e far arrivare gli erranti è stato Andrew, il detenuto che Rick aveva in precedenza abbandonato in un cortile esterno gremito di vaganti, il quale era riuscito in qualche modo a sopravvivere e a tornare per vendicarsi. Dopo uno scontro tra lui e Rick, la pistola dell'ex sceriffo capita tra le mani di Oscar, che fredda l'ex compagno di cella per guadagnarsi definitivamente la fiducia del gruppo. Nel tentativo di tornare al loro blocco, Maggie, Carl e Lori scappano attraverso i corridoi infestati; Lori inizia ad avere le doglie e il gruppo deve nascondersi in uno sgabuzzino. Qui Lori cerca di partorire in modo spontaneo, ma non ce la fa e, sotto lo sguardo di Carl, chiede a Maggie di praticarle un taglio cesareo con mezzi di fortuna, sapendo che questo l'avrebbe di certo uccisa, ma avrebbe salvato il piccolo. Maggie è riluttante, ma alla fine deve farlo; il bimbo viene alla luce e la donna, salutando per l'ultima volta suo figlio, chiedendogli di essere forte e di non farsi corrompere da quel mondo andato in rovina, muore dissanguata. Un affranto ma determinato Carl è così costretto a dare il colpo di grazia alla madre per evitare di farla tornare come zombie. Dopo aver trovato il cadavere sbranato di T-Dog e il foulard abbandonato di Carol, Rick e gli altri raggiungono il resto del gruppo all'esterno del blocco C: non vedendo Lori insieme a Carl e Maggie, la quale, in lacrime, regge in braccio la bambina appena nata, l'ex sceriffo si rende conto che la moglie è morta e crolla a terra distrutto dal dolore.
- Guest star: IronE Singleton (T-Dog), Emily Kinney (Beth Greene), Lew Temple (Axel).
- Altri interpreti: Markice Moore (Andrew), Vincent M. Ward (Oscar).
- Ascolti USA: telespettatori 9.270.000 – rating 18-49 anni 4,9%[5]

## Basta una parola
- Titolo originale: Say the Word
- Diretto da: Greg Nicotero
- Scritto da: Angela Kang

### Trama
A Woodbury, si scopre che il Governatore (il cui vero nome, come rivela ad Andrea, è Philip) nasconde la figlia Penny, trasformata in zombie, come prigioniera. L'uomo non riesce ad accettare la morte della bambina, continuandola a trattare come se fosse ancora viva, pettinandola e cantandole la ninnananna. Nella cittadina, nel frattempo, è in corso una festa con un grande evento in serata. Andrea è propensa a restare, ma Michonne è sempre più sospettosa della vera natura di Woodbury, e, dopo aver recuperato la sua katana nell'ufficio del Governatore, scopre alcuni zombie tenuti come prigionieri e decide di sbarazzarsene. Michonne e il Governatore vengono così a confronto, con quest'ultimo che tenta di convincere la donna della sua buona fede, ma Michonne prima gli punta la spada alla gola, poi se ne va senza dare ulteriori spiegazioni. Philip informa Andrea del comportamento dell'amica, dicendole che molti a Woodbury non volevano più che restasse. Glenn, alla prigione, scava le tombe di Lori, T-Dog e Carol, aiutato da Axel e Oscar che vengono così integrati nel gruppo. Intanto, Rick è ancora sotto shock. L'uomo sembra non rendersi conto della realtà che lo circonda, si arma di un'accetta e si reca nei meandri della prigione, abbattendo uno zombie dopo l'altro. Glenn tenta di parlargli, ma Rick sembra non riconoscerlo nemmeno, proseguendo all'interno del carcere e sfogando la rabbia contro i vaganti. Hershel spiega che la bambina ha urgente bisogno di latte, e per questo Daryl e Maggie si offrono di andarlo a cercare. Ad Andrea e Michonne viene concesso di lasciare la città, ma ancora una volta Andrea non pare del tutto convinta di dover abbandonare quel luogo; Michonne la pone di fronte a una scelta: o lei o Woodbury. Davanti all'esitazione della compagna, Michonne, risentita, lascia la cittadina. La sera, seppur dispiaciuta per l'amica, Andrea assiste all'evento previsto: un incontro di lotta amatoriale tra Merle e Martinez al centro di un'arena circondata da vaganti incatenati (a cui sono stati opportunamente tolti i denti), i sostituti di quelli che Michonne aveva abbattuto in precedenza. Lo spettacolo sembra divertire tutti gli abitanti di Woodbury, ma Andrea rimane scioccata nel vedere un simile sadismo. Maggie e Daryl fanno ritorno con successo, consentendo in questo modo una tregua all'interno del blocco C, dove tutti si riuniscono per dare da mangiare alla piccola. L'unico a mancare è Rick, il quale continua a vagare all'interno dei tunnel del carcere. L'uomo, in uno stato quasi di incoscienza, si trascina nello sgabuzzino dove sua moglie aveva partorito; il corpo di Lori non c'è più, e Rick, in preda al dolore e alla furia, massacra un vagante presente nel locale dalla cui bocca spuntavano diverse ciocche di lunghi capelli castani. La mattina successiva, Daryl si reca davanti alla tomba vuota di Carol, data per morta in seguito alla sua sparizione, lasciando su di essa una rosa Cherokee. Intanto, Rick si risveglia dopo aver trascorso la notte nella stanza dove Lori è morta, quando all'improvviso sente un telefono squillare lì vicino; Rick lentamente si avvicina, alza la cornetta e risponde.
- Guest star: Emily Kinney (Beth Greene), Lew Temple (Axel), Dallas Roberts (Milton Mamet), Jose Pablo Cantillo (Caesar Martinez).
- Altri interpreti: Lawrence Kao (Tim), Vincent M. Ward (Oscar).
- Non accreditati: Travis Love (Shumpert), Kylie Szymanski (Penny Blake).
- Ascolti USA: telespettatori 10.373.000 – rating 18-49 anni 5,6%[6]

## La preda
- Titolo originale: Hounded
- Diretto da: Dan Attias
- Scritto da: Scott M. Gimple

### Trama
L'accondiscendenza con la quale il Governatore aveva deciso di lasciare libera Michonne si rivela essere una farsa: Philip incarica Merle e alcuni uomini di Woodbury di catturare e uccidere la ragazza, la quale però intuisce in anticipo le sue intenzioni e si rivela essere una difficile preda: uccide due inseguitori, venendo però ferita a una gamba da Merle. Nonostante la ferita, Michonne riesce a seminare Merle e fuggire anche grazie all'arrivo di alcuni vaganti che distraggono il maggiore dei Dixon. Quando l'ultimo complice di Merle informa di voler ancora inseguire la donna, Dixon lo uccide a sangue freddo per poi tornare indietro da solo. A Woodbury, Andrea decide di rimanere per rendersi utile: il governatore le consente di fare da sentinella al muro di cinta della città ma quando la ragazza si rivela essere troppo diretta e precipitosa nell'eliminare gli zombie avvistati, le toglie l'incarico, dicendole che non era così che doveva combatterli, facendo sì che la ragazza sospetti sempre di meno sulla sua vera natura. Allo stesso tempo, Andrea confessa di avere in realtà apprezzato il combattimento nell'arena, e inizia una relazione amorosa con il Governatore. Maggie e Glenn, andati alla ricerca di cibo, si imbattono in Merle, di ritorno dopo aver fallito la cattura di Michonne. Dopo aver scoperto che Daryl è ancora vivo, attacca i due ragazzi: prende Maggie in ostaggio, e li obbliga a seguirli a Woodbury. Michonne assiste alla scena da dietro un'auto, e scopre così l'esistenza del gruppo alla prigione. Tornato alla città, Merle riferisce al Governatore, mentendo, che Michonne è morta aggredita dai vaganti dopo aver ucciso tutti gli inseguitori escluso lo stesso Merle, ma che quest'ultimo in compenso ha condotto da lui due ostaggi. Rick scopre che la telefonata arriva da un presunto gruppo di sopravvissuti al quale chiede di potersi trasferire nel luogo in cui si nascondevano, descritto come un posto sicuro e senza alcun tipo di invasione zombie da diverso tempo. Questi sconosciuti gli fanno domande personali per verificare se potersi fidare di lui o meno e accogliere il gruppo della prigione con loro. Le chiamate si susseguono una dopo l'altra, ma ben presto lo sceriffo si rende conto che le persone all'altro capo della cornetta sono le persone defunte che aveva conosciuto dopo essersi risvegliato dal coma: Amy, Jim e Jacqui. L'ultima telefonata è di Lori che dice al marito di amarlo, rincuorandolo e spronandolo ad andare avanti ora che ha anche una figlia appena nata a cui badare. Rick può così dire alla moglie quello che non ha potuto dirle in vita, e si scusa per non essere riuscito a proteggerla, confessandole che, nonostante tutto il risentimento che c'era stato, lui continuava comunque ad amarla. Intanto, durante un giro di esplorazione nelle profondità del carcere insieme a Carl e Oscar, quando ormai ogni speranza sembrava essere perduta, Daryl riesce a ritrovare Carol, salva e molto provata, rinchiusa dentro una cella di isolamento per sfuggire all'attacco dei vaganti provocato da Andrew. Rick prende finalmente in braccio la figlia quando nello stesso momento, mimetizzata fra gli zombie grazie alle interiora putrescenti che la ricoprivano dopo aver lottato con Merle e i vaganti, Michonne arriva al carcere con le provviste di Glenn e Maggie, sotto lo sguardo sorpreso dello stesso Rick.
- Guest star: Emily Kinney (Beth Greene), Alexa Nikolas (Haley).
- Altri interpreti: Emma Bell (Amy), Andrew Rothenberg (Jim), Jeryl Prescott Sales (Jacqui), Arthur Bridgers (Crowley), Dave Davis (Neil Gargulio), Lawrence Kao (Tim), Vincent M. Ward (Oscar).
- Ascolti USA: telespettatori 9.214.000 – rating 18-49 anni 4,9%[7]

## Infiltrati
- Titolo originale: When the Dead Come Knocking
- Diretto da: Dan Attias
- Scritto da: Scott M. Gimple

### Trama
Mentre Glenn, che si trova legato a una sedia in un vecchio scantinato, viene picchiato e interrogato da Merle che tenta di sapere dove si sono rifugiati i suoi compagni, alla recinzione del penitenziario Michonne perde i sensi a causa della ferita riportata alla gamba e gli zombie, accorgendosi della sua presenza, stanno per avventarcisi contro, ma la donna viene tratta in salvo da Rick e Carl. Daryl mostra al gruppo di aver ritrovato Carol che si commuove alla vista della bambina appena nata poiché capisce che Lori, per darle la luce, aveva rinunciato alla propria vita. Michonne assiste da dietro la cella in cui era stata rinchiusa e, pur rimanendo sospettosa, racconta a Rick di Woodbury e del Governatore, del rapimento dei suoi compagni e di come si possa arrivare in città. L'ex sceriffo decide dunque di andare a salvarli, poco dopo che alla sua bambina viene dato finalmente un nome: Carl decide di chiamarla Judith come una sua ex insegnante di scuola. A Woodbury, Merle, stufo della resistenza di Glenn nonostante sia stato torturato oltremodo, gli scaraventa uno zombie contro, rinchiudendoli insieme nella stanza. Il ragazzo riesce però a liberarsi dalla sedia a cui era stato legato e abbattere il vagante. Milton, il medico improvvisato, cerca di ottenere informazioni insieme ad Andrea sul momento del passaggio tra la vita e la morte assistendo il signor Coleman, malato terminale di cancro alla prostata, facendogli domande sulla sua vita passata una volta trasformato e scoprire se, da vagante, resta comunque una traccia della propria vita nei ricordi del paziente. In questo modo l'uomo sperava di invertire il processo di trasformazione e trovare una cura per il Governatore, deciso a portare avanti il suo folle desiderio nel far tornare la figlia Penny com'era un tempo. Quando l'anziano muore e subito si trasforma, Andrea deve prontamente intervenire e uccidere Coleman, in quanto quest'ultimo non ricordava più nulla della sua vita passata essendo diventato un guscio vuoto mosso unicamente dalla fame. Non ottenendo informazioni da Glenn, il Governatore si reca da Maggie; dopo averla umiliata e minacciata di stupro la porta da Glenn, e, quando Philip gli punta una pistola al volto costringe la ragazza a rivelare della prigione. Nel frattempo Rick, Daryl, Oscar e Michonne, cui è stata guarita la gamba da Hershel, si dirigono verso Woodbury. Attaccati da un numeroso gruppo di zombie, si rifugiano in una baracca; all'interno trovano un uomo completamente impazzito, convinto ancora dell'esistenza della polizia e che Rick e gli altri siano dei ladri. Di fronte alla minaccia di un fucile puntato al petto di Rick, Michonne è costretta a ucciderlo trafiggendolo con la spada. Per fuggire il gruppo lancia il cadavere dell'uomo agli zombie, in modo da allontanarsi indisturbati dalla porta sul retro della baracca. Intanto il Governatore è intenzionato a mandare Martinez e un manipolo di uomini in avanscoperta al carcere, mentre, arrivata la notte, Rick e gli altri giungono davanti ai cancelli di Woodbury. Philip viene informato da Andrea che il tentativo di cura del signor Coleman da parte di Milton è purtroppo fallito completamente.
- Guest star: Emily Kinney (Beth Greene), Lew Temple (Axel), Dallas Roberts (Milton Mamet), Jose Pablo Cantillo (Caesar Martinez).
- Altri interpreti: Peter Kulas (Michael Coleman), Alex Van (Eremita), Vincent M. Ward (Oscar).
- Non accreditati: Travis Love (Shumpert).
- Ascolti USA: telespettatori 10.427.000 – rating 18-49 anni 5,4%[8]

## Fatti per soffrire
- Titolo originale: Made to Suffer
- Diretto da: Billy Gierhart
- Scritto da: Robert Kirkman

### Trama
Un gruppo di sopravvissuti si fa strada tra i boschi infestati da zombie; un loro membro, Donna, viene morsa al braccio. Il piccolo gruppo (composto da Tyreese, il leader, la sorella Sasha, Ben e Allen, rispettivamente figlio e marito di Donna) arriva nei pressi della prigione, riuscendo a trovarvi rifugio attraverso un enorme crollo delle mura all'esterno del blocco E. A Woodbury intanto, Glenn e Maggie cercano di attaccare i loro carcerieri, ma vengono di nuovo sopraffatti; quando stanno per essere giustiziati, i due ragazzi vengono liberati da una veloce azione di Rick e degli altri, che nel frattempo sono riusciti a entrare nella cittadina grazie a Michonne. Mentre trovano rifugio in una casa per tentare poi di fuggire, la spadaccina, separatasi dal gruppo, si nasconde nello studio del Governatore per attenderlo e ucciderlo. Qui scopre gli acquari con all'interno le teste umane mozzate e Penny, la figlia-zombie del Governatore. Quando l'uomo entra in casa, Michonne trafigge al cervello Penny con la katana davanti ai suoi occhi, scatenando la rabbia del Governatore che si scaglia furiosamente sulla donna. Nella colluttazione che ne segue gli acquari vengono distrutti e Michonne riesce ad accecare Philip con un frammento di vetro avendo così la meglio, ma prima di poterlo finire viene fermata da Andrea: le due donne, non volendo farsi del male a vicenda, decidono di desistere. Michonne si allontana e Andrea soccorre il Governatore, scoprendo il segreto di sua figlia e degli acquari. Nella prigione, Carl entra in contatto con il gruppetto di Tyreese, attaccato da alcuni zombie nell'edificio caldaie; il ragazzo li aiuta e li porta in salvo, chiudendoli però a chiave in un blocco adiacente in quanto sconosciuti. Qui Tyreese convince il gruppo a sopprimere Donna, morta a causa dell'infezione al braccio. A Woodbury nel frattempo, Rick e gli altri tentano di trovare una via di fuga e per le strade si scatena una violenta sparatoria, in cui l'ex sceriffo ha un'improvvisa allucinazione di Shane che gli si avvicina brandendo un fucile contro di lui. La sua esitazione fa sì che l'uomo il quale aveva scambiato per il suo defunto amico colpisca in pieno petto Oscar con il fucile, uccidendolo. Nonostante la perdita di un membro del gruppo, Rick, Glenn e Maggie, grazie alla copertura fornita da Daryl, rimasto indietro per farli scappare, scavalcano le mura di Woodbury e si ricongiungono con Michonne, tornata dallo studio del Governatore. Cessate le ostilità, Andrea chiede spiegazioni su ciò che aveva appena visto e che il Governatore le aveva tenuto segreto fino a quel momento. Philip le risponde che aveva tentato in tutti i modi di far tornare Penny com'era un tempo e di aver tenuto le teste negli acquari per ricordare a se stesso ciò che quotidianamente si era costretti ad affrontare. Rassicurata Andrea il Governatore, ormai senza più un occhio, riunisce i cittadini all'arena; qui accusa a gran voce Merle di tradimento (in quanto gli aveva mentito sull'aver ucciso Michonne) e di aver condotto i “terroristi” a Woodbury e come prova mostra alla folla urlante il fratello Daryl, catturato durante gli scontri e etichettato come uno dei "terroristi" che avevano scatenato il caos in città, sotto gli occhi sconcertati di Andrea. I fratelli Dixon sono di nuovo riuniti, ma il Governatore, appoggiato a gran voce dal proprio popolo, è intenzionato a giustiziarli pubblicamente.
- Special guest star: Jon Bernthal (Shane Walsh).
- Guest star: Emily Kinney (Beth Greene), Lew Temple (Axel), Dallas Roberts (Milton Mamet), Jose Pablo Cantillo (Caesar Martinez), Alexa Nikolas (Haley), Chad Coleman (Tyreese), Sonequa Martin-Green (Sasha), Donzaleigh Abernathy (dottoressa Stevens).
- Altri interpreti: Tyler Chase (Ben), Cherie Dvorak (Donna), Daniel Thomas May (Allen), Russell Towery (Guardia di Woodbury), Vincent M. Ward (Oscar).
- Non accreditati: Julio Cedillo (Tenente Welles), Travis Love (Shumpert), Kylie Szymanski (Penny Blake).
- Ascolti USA: telespettatori 10.480.000 – rating 18-49 anni 5,4%[9]

## Fratello
- Titolo originale: The Suicide King
- Diretto da: Lesli Linka Glatter
- Scritto da: Evan Reilly

### Trama
Nell'arena di Woodbury, Andrea supplica il Governatore di risparmiare Daryl; Philip la ignora, incitando i due fratelli a combattere fino alla morte per guadagnarsi la libertà. Daryl e Merle fingono di scontrarsi l'uno con l'altro per guadagnare tempo, ma all'improvviso l'arena viene attaccata da Rick e Maggie, tornati indietro per salvare Daryl. Nella sparatoria che ne consegue, molti civili di Woodbury perdono la vita, ma nel putiferio generale i due fratelli Dixon riescono a fuggire e raggiungere Rick e Maggie. Una volta lontani da Woodbury, il gruppo torna sulla strada da Glenn e Michonne, rimasti indietro a causa delle ferite del primo, e discute animatamente su cosa fare con Merle e la spadaccina. Merle informa Rick e gli altri sul fatto che Michonne e Andrea avessero trascorso l'inverno insieme, e che ora la donna era a Woodbury insieme al Governatore. Di fronte all'impossibilità di farlo tornare nel gruppo in quanto responsabile della cattura di Glenn e Maggie, Daryl decide di non abbandonare Merle e lasciare il gruppo di Rick insieme al fratello. Glenn accusa Rick di non aver approfittato della situazione uccidendo il Governatore e di aver indebolito il gruppo lasciando andare così facilmente Daryl. Michonne viene invece portata alla prigione per essere curata. Al carcere, Allen e Ben propongono di eliminare il gruppo rimasto e prendere le loro armi, ma Tyreese e Sasha si rifiutano di attaccare i loro benefattori, ribadendo che del gruppo fanno parte anche un anziano mutilato e dei bambini. A Woodbury, intanto, la città è nel caos perché i cittadini, che non si sentono più al sicuro, minacciano di andarsene. La situazione degenera ulteriormente quando alcuni vaganti, sfruttando la breccia aperta da Merle e dagli altri per fuggire, riescono a penetrare all'interno e a uccidere alcuni civili. Andrea chiede al Governatore, chiuso nel suo ufficio, di parlare alla popolazione, ma egli si rifiuta, confessando infine tutto su Daryl e gli altri, mentendole però sul fatto di essere stato all'oscuro della cattura di Glenn e Maggie, in quanto i suoi amici avevano attaccato la città per salvare loro due. Nonostante sia sconvolta dallo scoprire la verità sugli assalitori, Andrea va a parlare alla folla in tumulto, spronando e rincuorando tutti. Tornato alla prigione, Rick viene a conoscenza del gruppo di Tyreese. Inizialmente riluttante nell'accettarli, Hershel sembra persuaderlo a cambiare idea, ma quando all'improvviso ha una visione di Lori in abito nuziale lo sceriffo perde del tutto il controllo, gridando sconvolto a tutti i presenti di andare via immediatamente.
- Guest star: Emily Kinney (Beth Greene), Lew Temple (Axel), Dallas Roberts (Milton Mamet), Chad Coleman (Tyreese), Sonequa Martin-Green (Sasha), Jose Pablo Cantillo (Caesar Martinez), Alexa Nikolas (Haley), Melissa Ponzio (Karen).
- Altri interpreti: Tyler Chase (Ben), Travis Love (Shumpert), Daniel Thomas May (Allen), E. Roger Mitchell (Paul).
- Ascolti USA: telespettatori 12.260.000 – rating 18-49 anni 6,1%[10]

## Bentornato a casa
- Titolo originale: Home
- Diretto da: Seith Mann
- Scritto da: Nichole Beattie

### Trama
Rick, durante il suo turno di guardia, avvista nuovamente Lori in abito da sposa in piedi davanti alla sua tomba vuota. Avvicinandosi all'allucinazione della moglie, lo sceriffo sembra finalmente trovare un po' di serenità davanti agli occhi di Michonne, spiazzata da quello strano comportamento. A Woodbury il Governatore vuole cedere il comando ad Andrea, dopo il discorso fatto il giorno precedente ai civili. Andrea è perplessa e gli comunica che intende parlare con i suoi amici alla prigione per chiarire definitivamente la situazione; Philip si dimostra comprensivo e le dice di non voler attaccare il carcere, ma in realtà chiede a Milton di tenere d'occhio Andrea perché non si fida più di lei. Nei boschi, Daryl e Merle salvano una famiglia messicana che era stata attaccata dai vaganti, ma quando il maggiore dei Dixon vuole saccheggiare le provviste dei malcapitati, Daryl capisce che il fratello non è cambiato e che la sua vera casa era con Rick e il resto del gruppo. Daryl decide di tornare da loro, e anche Merle, seppur inizialmente riluttante, sceglie infine di seguirlo. Intanto, alla prigione, Glenn cerca di pianificare una strategia di difesa, ma il gruppo non è convinto della sua leadership: frustrato, prende un pickup ed esce dalla prigione, desideroso di regolare da solo i conti con il Governatore nonostante Maggie si sia dimostrata del tutto contraria. Alla prigione Hershel cerca di riportare Rick alla realtà: lo sceriffo, in stato confusionale, gli rivela di avere visto Shane e Lori, e che ciò debba per forza significare qualcosa, vagando all'esterno della prigione in cerca di qualche altra loro apparizione. La tranquillità del gruppo viene però interrotta quando all'improvviso un colpo di fucile colpisce e uccide Axel: il Governatore con un manipolo di uomini tra cui i fedeli Martinez e Shumpert è arrivato dinanzi ai cancelli del carcere e inizia ad attaccare la prigione da più punti. Carol è costretta a usare il corpo di Axel per difendersi dai proiettili, mentre Maggie riesce a colpire e uccidere il cecchino di Woodbury infiltratosi su una delle torrette di guardia. Il cancello di ingresso viene abbattuto da un furgone lanciato a tutta velocità, dal cui interno viene liberato un elevato numero di vaganti. Hershel, ancora in cortile, viene salvato dagli zombie grazie al ritorno di Glenn e all'intervento provvidenziale di Michonne, che con la sua katana abbatte uno dopo l'altro i vaganti. Anche Rick, rimasto all'esterno, viene bruscamente riportato alla realtà e riesce a cavarsela per poco, rimasto senza munizioni in seguito allo scontro a fuoco con Martinez e salvato dall'arrivo di Daryl e Merle. Il cortile è così di nuovo brulicante di vaganti, costringendo in tal modo il gruppo a barricarsi nei blocchi interni del carcere. Il Governatore, soddisfatto del proprio operato, si ritira: la guerra tra Woodbury e la prigione è appena iniziata.
- Guest star: Emily Kinney (Beth Greene), Lew Temple (Axel), Dallas Roberts (Milton Mamet), Jose Pablo Cantillo (Caesar Martinez), Melissa Ponzio (Karen).
- Altri interpreti: Andy Glen (Ragazzo messicano), Travis Love (Shumpert), Karenlie Riddering (Donna messicana), Al Vicente (Uomo messicano).
- Ascolti USA: telespettatori 11.050.000 – rating 18-49 anni 5,6%[11]

## Giuda
- Titolo originale: I Ain't a Judas
- Diretto da: Greg Nicotero
- Scritto da: Angela Kang

### Trama
Alla prigione, mentre gli zombie infestano il cortile, il gruppo di Rick decide il da farsi; qualcuno come Hershel vorrebbe fuggire, altri, come Glenn, contrattaccare e Rick deve decidere senza più tergiversare. Glenn propone di consegnare Merle al Governatore sperando in una tregua, ma Daryl non è d'accordo e informa il resto del gruppo che sarebbe restato solo insieme al fratello. Nel frattempo a Woodbury, Andrea si confronta con il Governatore dopo aver saputo del suo attacco alla prigione; Philip le mente ancora una volta, spiegandole che loro avevano tentato semplicemente di stabilire una tregua, ma che Rick e la sua gente avevano scatenato una violenta sparatoria come risposta. La donna, preoccupata dell'esercito di uomini e donne che Philip sta mettendo in piedi, ritiene che i due gruppi debbano parlarsi per trovare una soluzione e decide di tentare la negoziazione, ma il Governatore le nega di andare. Andrea convince Milton di coprirla e di andare di nascosto alla prigione insieme a lei. Milton accetta, ma informa il Governatore della decisione che la donna aveva preso, trovando il parere favorevole di Philip, ordinandogli di restare accanto a lei e seguire ogni sua mossa. Andrea e Milton dunque si incamminano verso la prigione, incontrando sulla strada il gruppo di Tyreese che era stato cacciato via in seguito all'ultimo delirio di Rick; Milton decide di tornare con il gruppo a Woodbury, dove il Governatore li accoglie e con soddisfazione apprende della loro provenienza, capendo di avere una ghiotta occasione per scoprire i punti deboli del carcere. Andrea arriva alla prigione e ritrova i suoi ex compagni, che l'accolgono freddamente. Andrea cerca di convincere Rick, dicendogli che dovrebbero tutti andare a Woodbury e convivere pacificamente, ma lo sceriffo sa che l'unico modo per vivere in pace sarebbe quello di eliminare una volta per tutte la minaccia del Governatore. Quando le fanno presente che Philip aveva tentato di uccidere Glenn e Maggie, Andrea decide di credere alle parole di Philip, ribadendo che era stata unicamente una decisione di Merle quella di giustiziarli, sostenendo ancora una volta la buona fede del Governatore. Il gruppo le racconta di come il Governatore avesse attaccato la prigione e avesse ucciso Axel. Michonne inoltre le confessa che Philip aveva mandato Merle a ucciderla dopo aver lasciato Woodbury e che, se lei l'avesse seguita quel giorno, avrebbe ucciso entrambe senza ripensamenti, tentandole di farle capire ancora una volta che Woodbury non era il posto adatto a lei. Sentendo quelle parole, Andrea inizia finalmente a nutrire dei dubbi sulla convinzione che si era costruita fino a quel momento su Philip. Dopo aver fatto la conoscenza della piccola Judith e venuta a sapere della morte di Shane e Lori, Carol le propone un piano: fare sesso con il Governatore e, una volta addormentato, ucciderlo nel sonno. Quando torna a Woodbury, Andrea si confronta con Philip. La donna gli spiega che i suoi amici non erano più quelli di una volta e che ora la sua casa era Woodbury con lui. Successivamente, i due finiscono a letto; per qualche minuto Andrea sembra intenzionata a seguire il suggerimento di Carol, ma poi ripone il coltello.
- Guest star: Emily Kinney (Beth Greene), Dallas Roberts (Milton Mamet), Chad Coleman (Tyreese), Sonequa Martin-Green (Sasha), Jose Pablo Cantillo (Caesar Martinez), Melissa Ponzio (Karen).
- Altri interpreti: Tyler Chase (Ben), Travis Love (Shumpert), Daniel Thomas May (Allen), Parker Wierling (Noah).
- Ascolti USA: telespettatori 11.010.000 – rating 18-49 anni 5,7%[12]

## Ripulire
- Titolo originale: Clear
- Diretto da: Tricia Brock
- Scritto da: Scott M. Gimple

### Trama
Rick, Carl e Michonne si recano a King County, paese natale della famiglia Grimes, per recuperare il maggior numero possibile di armi. Durante il tragitto, uno sconosciuto con un grosso zaino arancione supplica loro di fermarsi, ma viene completamente ignorato in risposta. Nella città, piena di trappole, vengono attaccati da un uomo mascherato appostato su un tetto; riescono ad avere la meglio e scoprono che si tratta di Morgan Jones, colui che aveva salvato Rick quando quest'ultimo si era risvegliato dal coma e messo al corrente che il mondo era stato invaso dai morti viventi. Mentre Rick veglia su Morgan e trova un'enorme quantità di armi, Carl e Michonne si recano in città per cercare una culla per Judith. Carl si mette nei guai nel tentativo di recuperare una foto della sua famiglia all'interno di un bar, gremito di vaganti; Michonne deve prontamente intervenire conquistando la sua fiducia. Carl le spiega che sua sorella Judith aveva il diritto di vedere il volto della madre, anche se solo in fotografia. Morgan si risveglia e attacca Rick, ferendolo a una spalla; l'uomo, in evidente stato confusionale, stenta a riconoscere il suo ex amico. Rick cerca di riportarlo alla ragione e lo invita a unirsi al gruppo alla prigione, ma Morgan non ne vuole sapere. L'uomo gli spiega che ogni mattina all'alba aveva tentato di contattarlo, ma dall'altro capo della radio Rick non c'era mai. L'ex sceriffo gli spiega come fosse stato costretto a spingersi sempre più lontano, di essere riuscito a trovare sua moglie e suo figlio, che c'era ancora una speranza per loro. Morgan è contrario alle sue parole, spiegando che ormai la speranza non esiste più, che ogni giorno la gente viene uccisa a causa dei morsi o dei proiettili. L'uomo era piombato nella pazzia dopo che suo figlio, Duane, era morto dopo essere stato morso dalla madre errante, la stessa donna che Morgan non era riuscito a uccidere definitivamente a causa della sua debolezza. Egli racconta a Rick che gli era rimasta soltanto una missione nella vita, ovvero quella di ripulire il mondo intero dalla presenza dei vaganti. Dopo che Carl e Michonne si riuniscono con Rick, la donna si confida con quest'ultimo, spiegandogli di aver capito che durante i suoi vagabondaggi all'esterno della prigione vedeva una persona defunta a lui cara, in quanto anche a lei capitava ancora di parlare con il suo fidanzato morto. Rick, Carl e Michonne tornano così alla prigione, mentre Morgan continua nella sua opera di pulizia della città abbattendo e bruciando i vaganti infilzati nelle sue trappole. Durante il viaggio di ritorno, i tre scorgono una lunga scia di sangue che porta a un enorme zaino arancione abbandonato sulla strada. La macchina si ferma, recuperano lo zaino, e il gruppo riprende il cammino.
- Special guest star: Lennie James (Morgan Jones).
- Altri interpreti: Russ Comegys (Autostoppista).
- Ascolti USA: telespettatori 11.296.000 – rating 18-49 anni 5,7%[13]

## Apri gli occhi
- Titolo originale: Arrow on the Doorpost
- Diretto da: David Boyd
- Scritto da: Ryan C. Coleman

### Trama
Andrea organizza un incontro tra Philip e Rick; i due si fronteggiano in un capanno fuori Woodbury. Mentre all'esterno i loro uomini (Milton, Hershel, Daryl e Martinez) capiscono di non essere differenti fra loro, e che forse, in circostanze diverse, sarebbero potuti andare d'accordo, l'incontro si dilunga con Rick che, su suggerimento di Andrea, tenta di spiegare al Governatore come potersi spartire le terre confinanti con Woodbury e la prigione, trovando però il diniego di quest'ultimo. Philip detta infine le sue condizioni: per lasciare in pace il gruppo di Rick, vuole che in cambio gli sia consegnata Michonne, la responsabile della morte definitiva di sua figlia Penny. Alla prigione il resto del gruppo è impegnato a tenere a bada Merle, che vuole uscire per uccidere Philip e aiutare il fratello. Il maggiore dei Dixon litiga con Glenn, il quale aveva tentato in ogni modo di spiegargli che stando con loro alla prigione doveva attenersi alle regole imposte da Rick. Glenn si riappacifica con Maggie, ammettendo di avere pensato soltanto alla vendetta e non a come si sentisse lei. Hershel mette in guardia Andrea, dicendole ancora una volta che la sua vera casa è alla prigione con loro. Merle tenta di convincere Michonne di seguirlo, ma la donna rifiuta mostrandosi fedele alle decisioni di Rick. Rick, tornato al carcere, discute con Hershel sulla possibilità di consegnare davvero Michonne in cambio di una tregua, trovando però la disapprovazione dell'anziano fattore che gli spiega come quella fosse la scelta sbagliata da fare. A Woodbury, invece, il Governatore svela il suo vero piano a Milton: farsi consegnare Michonne da Rick per poi rompere il patto e uccidere tutto il gruppo della prigione. Tale rivelazione lascia spiazzato Milton, che, come Andrea, inizia a nutrire seri ripensamenti sulle azioni di Philip.
- Guest star: Emily Kinney (Beth Greene), Dallas Roberts (Milton Mamet), Jose Pablo Cantillo (Caesar Martinez).
- Ascolti USA: telespettatori 11.460.000 – rating 18-49 anni 5,7%[14]

## Vendetta
- Titolo originale: Prey
- Diretto da: Stefan Schwartz
- Scritto da: Glen Mazzara e Evan Reilly

### Trama
L'episodio si apre con un flashback su Andrea e Michonne. Le due ragazze, durante il lungo inverno trascorso insieme, avevano stretto un saldo rapporto di stima e amicizia. La scena torna al presente: Milton, dopo avere tentato inutilmente di dissuadere il Governatore dallo spargere altro sangue, confessa ad Andrea la verità sull'incontro del giorno prima e le mostra la stessa sala in cui erano stati rinchiusi Glenn e Maggie, allestita per le torture da Philip. La ragazza apre così finalmente gli occhi sulla natura malata e disumana dell'uomo che tanto a lungo aveva visto come una speranza di un ritorno alla normalità. Andrea si decide a ucciderlo, ma Milton la ferma, dicendole che doveva esserci un altro modo. Lui aveva conosciuto Philip prima che i morti tornassero in vita, e sapeva che quell'uomo era ancora dentro di lui da qualche parte. La ragazza lascia quindi Woodbury per dirigersi alla prigione e avvertire Rick sul doppio gioco del Governatore, ma viene fermata da Tyreese e Sasha di guardia ai cancelli. Davanti alla determinazione di Andrea, però, entrambi decidono di lasciarla andare e la donna li avverte che anche loro avrebbero fatto bene a fare lo stesso. Poco dopo i due scoprono le fosse dove Martinez e gli altri catturavano gli azzannatori, e si dimostrano disgustati dal fatto che Woodbury voglia usarli contro il gruppo di Rick, rifiutandosi di aiutare gli uomini di Philip di fronte all'eventualità di dare in pasto degli esseri umani agli zombie, litigando con Ben e Allen, i quali invece, dopo il trattamento riservato da Rick alla prigione, erano ben disposti davanti alla possibilità di poterli eliminare. Il Governatore, intanto, viene a conoscenza da Milton che Andrea aveva scoperto il suo piano, minacciando quest'ultimo di ripercussioni e partendo all'inseguimento della ragazza, ritrovandola in una fabbrica abbandonata. Dopo un lungo inseguimento, Andrea riesce a sfuggirgli, rinchiudendolo nell'edificio a combattere da solo contro un'orda di vaganti, credendolo spacciato. La ragazza riesce ad arrivare in prossimità della prigione, ma viene infine catturata da Philip, sopravvissuto all'attacco dei vaganti nella fabbrica. Nella notte, nel frattempo, una figura misteriosa brucia tutti gli azzannatori che erano nelle fosse al di fuori di Woodbury. Philip, tornato a Woodbury, mente dicendo di non avere trovato Andrea e viene a sapere degli zombie carbonizzati. Quando chiede spiegazioni a Tyreese, il quale aveva mostrato, insieme a Sasha, disappunto nel volere usare i vaganti contro il gruppo della prigione, si rende però conto che i due sono in realtà estranei al rogo. Intanto Andrea viene mostrata rinchiusa e legata nella sala delle torture.
- Guest star: Dallas Roberts (Milton Mamet), Jose Pablo Cantillo (Caesar Martinez), Chad Coleman (Tyreese), Sonequa Martin-Green (Sasha).
- Altri interpreti: Tyler Chase (Ben), Travis Love (Shumpert), Daniel Thomas May (Allen).
- Ascolti USA: telespettatori 10.843.000 – rating 18-49 anni 5,5%[15]

## L'inganno
- Titolo originale: This Sorrowful Life
- Diretto da: Greg Nicotero
- Scritto da: Scott M. Gimple

### Trama
Rick è deciso a consegnare Michonne al Governatore e ne parla con Daryl e Hershel. Entrambi però gli ribadiscono che loro non erano il tipo di persone che davano in sacrificio qualcuno in cambio della propria salvezza. Soppesando l'idea di cedere al patto, Rick si confida anche con Merle, il quale spiega allo sceriffo che lui, l'uomo tornato per liberarlo sul tetto ad Atlanta, non l'avrebbe mai fatto davvero, assicurandogli al contrario che lui era pronto a "sporcarsi le mani" al posto suo, proprio come aveva fatto tante volte quando era al servizio del Governatore. Poco dopo, Daryl confida a Merle di essere contento di averlo alla prigione con lui, in quanto il suo desiderio era stato quello, prima o poi, di riuscire a ritrovarlo. Intanto Rick è assalito dai dubbi, ma la svolta arriva ancora una volta dall'apparizione di sua moglie Lori. L'ennesima allucinazione della donna gli fa capire che Hershel aveva ragione, che urgeva fare un passo indietro e ritrovare parte della propria umanità, decidendo, alla fine, di combattere il Governatore senza consegnare Michonne, ormai parte integrante del gruppo. Merle, tuttavia, procede per conto proprio: cattura Michonne con una scusa e si avvia al luogo dell'appuntamento, dopo aver preso un'auto. Durante il tragitto, però, ascoltando le parole della donna, la quale gli faceva notare i rimorsi che lo stavano assalendo nel compiere un'azione simile, capisce che la cosa giusta da fare per proteggere il fratello è quella di proseguire da solo senza sacrificare altre vite. Merle libera così Michonne, lasciandola tornare alla prigione. Daryl e Rick, notando l'assenza di Merle e Michonne al carcere, capiscono che il maggiore dei Dixon aveva deciso di portare a termine lo scambio con il Governatore. Daryl si lancia sulle tracce del fratello, imbattendosi in Michonne la quale gli spiega la decisione che aveva preso Merle, mentre alla prigione Rick mette al corrente il gruppo sulla situazione, sottolineando la forza del gruppo stesso, spiegando che la dittatura non è il modo migliore per tenere tutti al sicuro, e che da quel momento avrebbero preso ogni decisione insieme, non più contando unicamente sul suo giudizio. Giunto al luogo dell'incontro e usando un'orda di zombie come diversivo, Merle tenta inutilmente di sparare al Governatore: diversi uomini di Woodbury perdono la vita, tra cui Ben della compagnia di Tyreese, ma l'attacco di un vagante costringe Merle a rivelarsi dal suo nascondiglio, venendo catturato e picchiato brutalmente dal Governatore e dai suoi restanti scagnozzi. Merle deve arrendersi davanti al Governatore, giurandogli però che mai l'avrebbe pregato per avere salva la vita; Philip, sorridendo beffardo, gli punta la pistola al petto e gli spara. Alla prigione, Glenn si procura un anello di fidanzamento da uno dei vaganti all'esterno delle recinzioni, donandolo a Maggie e chiedendole di sposarlo. Quando Daryl arriva al capanno, si rende conto che molti uomini del Governatore sono deceduti e tornati come vaganti, e tra di essi trova anche Merle, morto a causa di un colpo da arma da fuoco all'addome e risvegliatosi poco dopo come zombie, intento a divorare il cadavere di Ben. Daryl è così costretto ad abbattere definitivamente Merle, sfogando tutto il dolore e la rabbia nel dover, questa volta, perdere il fratello per sempre.
- Guest star: Emily Kinney (Beth Greene), Jose Pablo Cantillo (Caesar Martinez).
- Altri interpreti: Tyler Chase (Ben), Travis Love (Shumpert), Daniel Thomas May (Allen).
- Ascolti USA: telespettatori 10.990.000 – rating 18-49 anni 5,4%[16]

## Nelle tombe
- Titolo originale: Welcome to the Tombs
- Diretto da: Ernest Dickerson
- Scritto da: Glen Mazzara

### Trama
Il Governatore scopre come il colpevole del rogo degli azzannatori fosse Milton, torturandolo e intimandogli di uccidere Andrea in modo da potere in qualche modo redimersi dalle proprie colpe. Alla domanda di Milton di cosa avrebbe pensato la figlia vedendo l'uomo che era diventato adesso, Philip gli risponde che Penny avrebbe avuto paura di lui, ma che se fosse stato così fin dall'inizio ora sarebbe ancora viva. Milton si ribella, cercando di uccidere il Governatore, ma quest'ultimo lo accoltella all'addome e lo lascia in fin di vita nella stanza dove tiene la ragazza legata. Morente, Milton informa Andrea che era riuscito a far cadere delle pinze poco lontano da lei e che con quelle si sarebbe potuta liberare dalle catene prima che lui si trasformasse. Interpretando le azioni di Merle come una dichiarazione di guerra, il Governatore inizia a radunare gli uomini fedeli che gli sono rimasti, compresi alcuni civili di Woodbury che erano stati addestrati all'uso delle armi, tra cui una donna di nome Karen. Ingannati dalle bugie del loro leader, partono all'assalto della prigione. Tyreese e Sasha decidono di rimanere in città, rifiutandosi di fare la guerra ad altre persone, consci però del fatto che al ritorno molto probabilmente il Governatore gliel'avrebbe fatta pagare e che forse la cosa migliore era scappare dalla cittadina come aveva fatto Andrea. Alla prigione Rick e i suoi elaborano un piano. Il Governatore irrompe nella prigione, distruggendo le torri di guardia e inoltrandosi al suo interno, trovandola vuota e deserta. Inizia così a perlustrarla: all'interno di un blocco, però, subiscono l'imboscata del gruppo di Rick, il quale aveva attirato nel carcere dei vaganti da usare contro l'esercito di Woodbury. I cittadini sorpresi da quella piega degli eventi si danno alla fuga e Philip è costretto a seguirli, ma vengono sorpresi da un attacco sferrato da Glenn e Maggie, il quale spinge il Governatore a battere definitivamente in ritirata. Nel bosco, dove si trova con Hershel e Beth, Carl sorprende un ragazzo di Woodbury che si stava dando alla fuga, intimandogli di posare a terra il fucile. Il ragazzo esegue, ma Carl lo uccide comunque a sangue freddo davanti agli occhi sconvolti di Hershel. Philip raggiunge intanto i cittadini in fuga e, quando dicono di non voler più combattere, perde definitivamente il controllo: imbraccia un mitra e giustizia tutti i civili e i soldati che l'avevano seguito, compreso Allen, che voleva continuare a combattere, escludendo dalle mire soltanto Martinez e Shumpert. Anche Karen riesce a salvarsi, fingendosi morta e nascondendosi sotto il corpo di uno dei suoi compagni trucidati. Il Governatore e i due scagnozzi, seppur sconcertati da tale comportamento, si allontanano rapidamente dal luogo senza lasciare più tracce. Alla prigione Rick decide di attaccare Woodbury prima che il Governatore possa riorganizzarsi. Prima di partire, chiede spiegazioni al figlio sul suo comportamento, ma Carl gli spiega che aveva fatto semplicemente ciò che andava fatto, ricordandogli come lui non avesse dato il colpo di grazia ad Andrew, il quale era tornato e aveva provocato la morte di Lori e T-Dog, di come non avesse ucciso il Governatore quando erano rinchiusi nello stesso capanno, cosa che aveva comportato la morte di Merle. Carl gli dice che era giusto ucciderlo, in modo che non potesse più fare del male a nessuno del loro gruppo. Sconcertato da un simile cambiamento del figlio, Rick, insieme a Daryl e Michonne, parte per Woodbury, trovando sulla strada i resti del massacro appena compiuto e Karen, l'unica sopravvissuta. Giunti in prossimità di Woodbury, Karen riesce a convincere Tyreese e Sasha ad aprire i cancelli; scoprono da questi ultimi che il Governatore non era tornato a Woodbury e da Karen che Andrea aveva tentato di scappare dalla città: la ragazza non era mai arrivata alla prigione e Rick intuisce che fosse stata catturata e portata nella sala della prigione dove erano stati portati anche Glenn e Maggie. Il gruppo trova così Andrea, che versa però in condizioni critiche: la ragazza era riuscita a liberarsi e ad abbattere Milton che nel frattempo era diventato un vagante, ma non a evitare il morso alla spalla inflitto da quest'ultimo. Andrea, ormai condannata, si accerta del fatto che Carl, Judith e tutti gli altri membri del gruppo siano salvi, salutando Rick e Daryl per l'ultima volta, affermando che il suo unico obiettivo fosse stato quello di tenere tutti al sicuro. Sostenuta da una Michonne in lacrime Andrea decide di spararsi alla testa. Rick, assieme a Tyreese e Sasha, decide di esaudire l'ultimo desiderio della donna, portando tutti gli abitanti innocenti di Woodbury alla prigione e decidendo che da quel momento in avanti avrebbero vissuto con loro, cosa che però Carl non riesce ad accettare. Alzando lo sguardo Rick si accorge che la visione della moglie che lo aveva a lungo tormentato è scomparsa.
- Guest star: Emily Kinney (Beth Greene), Jose Pablo Cantillo (Caesar Martinez), Chad Coleman (Tyreese), Sonequa Martin-Green (Sasha), Melissa Ponzio (Karen), Dallas Roberts (Milton Mamet)[17].
- Altri interpreti: Tanner Holland (Jody), Travis Love (Shumpert), Daniel Thomas May (Allen), E. Roger Mitchell (Paul).
- Ascolti USA: telespettatori 12.419.000 – rating 18-49 anni 6,4%[18]